# I-70 Motorsports Park
O I-70 Motorsports Park (anteriormente conhecido como I-70 Speedway) é um autódromo localizado em Odessa, no estado da Missouri, nos Estados Unidos . A pista, inaugurada em 1969, foi aberta anualmente até seu fechamento em 2008. O circuito era no formato oval com 0,87 km (0,54 milhas) de extensão, 30 graus de inclinação nas curvas e 4 graus de inclinação na frente e 7 graus de inclinação na oposta, recebeu corridas da NASCAR Truck Series, foi a pista onde começou grandes pilotos da NASCAR como Rusty Wallace e Clint Bowyer.
Depois de mais de uma década sendo deixado efetivamente abandonado, o I-70 Motorsports Park foi reaberto em abril de 2021 com novo proprietário, após um recapeamento da pista de asfalto para uma pista de terra de 3/8 de milha e adição de uma pista de drag de 1/4 de milha recém-construída.